# 家城比呂志
家城 比呂志（いえき ひろし、1944年5月8日 - ）は、日本の振付師、ダンサー。
富山県出身。家城比呂志ジャズダンススタジオ、イエキ・ダンス・カンパニー主催。血液型B型。一般社団法人 日本ジャズダンス芸術協会 専務理事
、元日本振付家協会 理事。

## 略歴
- 1965年 - 東宝芸能学校舞踊科卒業。
- 1967年 - 明治大学文学部文学科演劇学専攻卒業。同年、テレビや映画で活躍するスタジオNO1ダンサーズに参加。
- 1971年 - アメリカ、ヨーロッパに留学。
- 1972年 - 帰国し、浦辺日左夫ダンシングオブジャズに参加。NHK「ステージ101」のレギュラーダンス指導員他、振付師として活躍。
- 1975年 - 家城比呂志ジャズダンススタジオを開設。

## エピソード
自身がダンサー・振付師として活躍しながら、多くの後進を育てている。

## 主な振付実績

### 音楽番組
- NHK 「紅白歌合戦」、「歌のゴールデンステージ」、「ときめき夢サウンド」 他
- TBS 「ロッテ 歌のアルバム」、「ザ・ベストテン」、「日本レコード大賞」 他
- フジテレビ 「ミュージックフェア」 他
- テレビ朝日 「セイシュンの食卓」 他

### テレビドラマ
- TBS 「ママってきれい!?」（1991年）

### 舞台
- NDK
- 松竹歌劇団
- 宝塚歌劇団
- ミュージカル「ロミオとジュリエット」
- ミュージカル「シェルブールの雨傘」
- プリンスアイスワールド

### コンサート
美空ひばり、五木ひろし、八代亜紀、岩崎宏美、テレサ・テン、小柳ルミ子、
山本リンダ、松田聖子、藤あや子、寿ひずる、島倉千代子、氷川きよし、里見浩太郎 他 

### イベント
- 熊本市制施行100周年記念行事「熊本百彩」総合演出
- 長野パラリンピック 開会式
- 2002 FIFAワールドカップ イベント